# 良光镇
良光镇，是中华人民共和国广东省茂名市化州市下辖的一个乡镇级行政单位。

## 行政区划
良光镇下辖以下地区：
良光社区、良光村、庙嘴村、雅道村、大山村、茅山村、东岸村、东涌村、沙田尾村、豺岭村、塘贡村、出拔村、旺财塘村、木贤村、龙秀村、长安村、米山村和斋塘坡村。